# ヘリボシアオネアゲハ
ヘリボシアオネアゲハ(学名：Papilio lorquinianus)はアゲハチョウ科のチョウの一種。モルッカ諸島(モロタイ島・テルナテ島・ハルマヘラ島・バチャン島・セラム島)と西イリアンジャヤにおいて生息が確認される。

## 亜種
以下の亜種を含む。
- Papilio lorquinianus albertisi (Oberthür, 1880) (Kapaur, Andai, 西イリアン)
- Papilio lorquinianus esmeae (Parrott, 1985) (モロタイ島)
- Papilio lorquinianus gelia (Jordan, 1909) (バチャン島)
- Papilio lorquinianus philippus (Wallace, 1865) (セラン)
- Papilio lorquinianus boanoensis (Kariya, 1992) (ボアノ島)

## 語源
学名はフランスの自然学者、ピエール・ジョセフ・ミシェル・ロルカンの名にちなむ。